# Campeonato U.S. F2000
El Campeonato Nacional U.S. F2000 (en inglés U.S. F2000 National Championship) es un campeonato de automovilismo de velocidad disputado en Estados Unidos desde su fundación en 1990. Desde 2010 es fiscalizado por la organización INDYCAR LLC, y es el primer campeonato del programa Road to Indy, camino hacia la IndyCar Series.

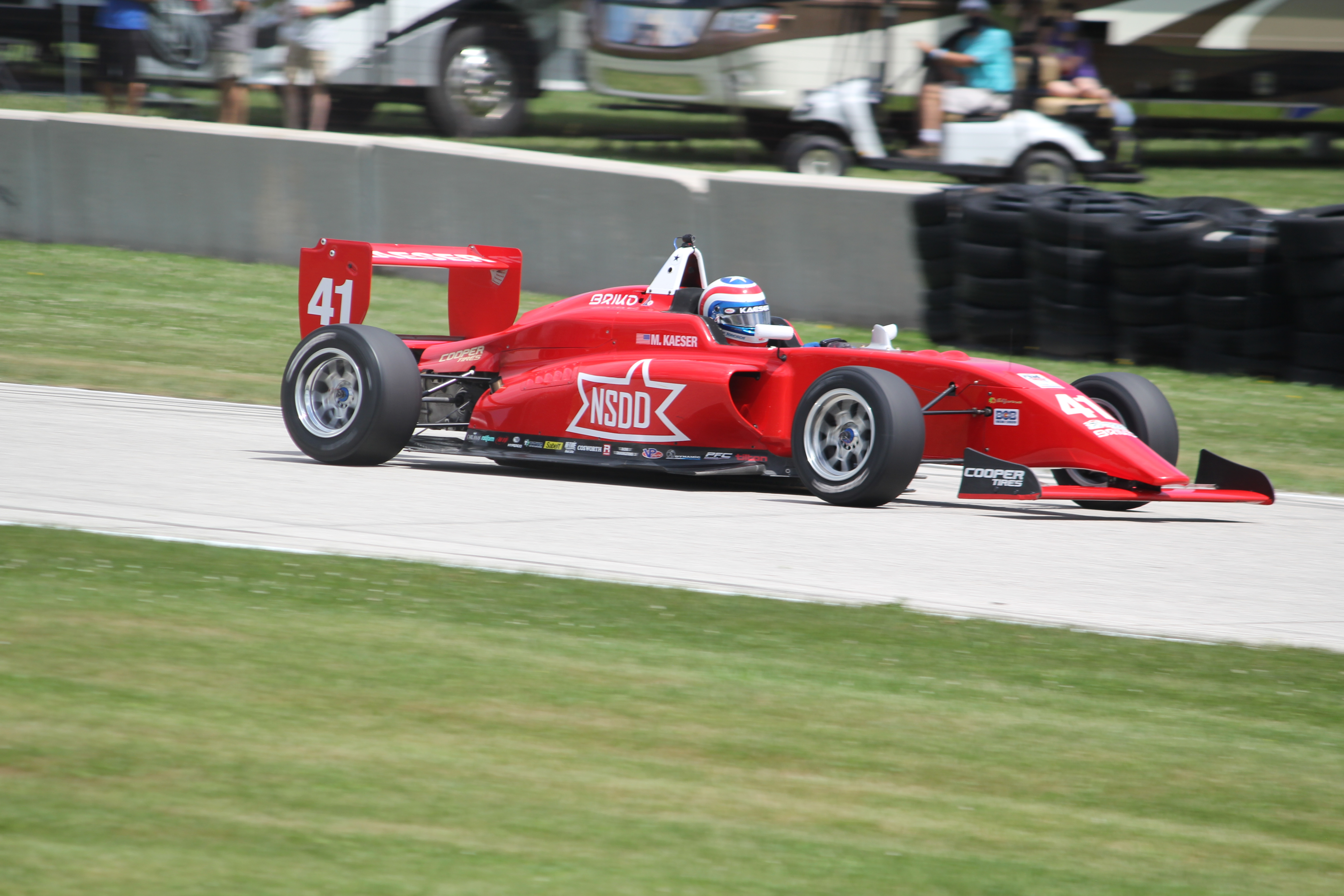
Monoplaza de U.S. F2000 en 2020.

El monoplaza fue un Tatuus USF-17, utilizado desde 2017. El motor es un 2.0L MZR (175 hp), suministrado por Mazda. En 2022 se introducirá el nuevo chasis USF-22.

## Campeones

### Campeonato USAC FF2000
| Año  | Campeón         | Campeón       | Campeón              |
| Año  | Oeste           | Este          | American Continental |
| ---- | --------------- | ------------- | -------------------- |
| 1990 | Vince Puleo Jr. |               |                      |
| 1991 | Craig Taylor    |               |                      |
| 1992 | Greg Moore      | Chris Simmons | Greg Ray             |
| 1993 | David DeSilva   | Chris Simmons | Ernest Sikes         |
| 1994 | Clay Collier    | Clay Collier  | Mike Borkowski       |

### Campeonato Nacional U.S. F2000
| Año        | Campeón             |
| ---------- | ------------------- |
| 1995       | Jeret Schroeder     |
| 1996       | Steve Knapp         |
| 1997       | Zak Morioka         |
| 1998       | David Besnard       |
| 1999       | Dan Wheldon         |
| 2000       | Aaron Justus        |
| 2001       | Jason Lapoint       |
| 2002       | Bryan Sellers       |
| 2003       | Jonathan Bomarito   |
| 2004       | Bobby Wilson        |
| 2005       | Jay Howard          |
| 2006       | J. R. Hildebrand    |
| 2007- 2009 | No se disputó.      |
| 2010       | Sage Karam          |
| 2011       | Petri Suvanto       |
| 2012       | Matthew Brabham     |
| 2013       | Scott Hargrove      |
| 2014       | Florian Latorre     |
| 2015       | Nico Jamin          |
| 2016       | Anthony Martin      |
| 2017       | Oliver Askew        |
| 2018       | Kyle Kirkwood       |
| 2019       | Braden Eves         |
| 2020       | Christian Rasmussen |
| 2021       | Kiko Porto          |
| 2022       | Michael d'Orlando   |